# Nemo (ファイルマネージャ)
Nemoは、Cinnamonデスクトップで起動するLinux Mintオペレーティングシステムの公式ファイルマネージャである。Nemoはその起源であるNautilusファイルマネージャ（現在は「ファイル」に改名）から削除された機能のいくつかを再導入している。

## 歴史
Nemoバージョン1.0.0は2012年7月にCinnamonユーザインタフェースのバージョン1.6と共にリリースされ、2012年11月にバージョン1.1.2となった。NemoはLinux Mintの開発者達が「Nautilus 3.6は災害 (catastrophe) だ」とみなした後に、GNOMEファイルマネージャであるNautilus v3.4のフォークとして始まった。開発者のGwendal Le Bihanは、ジュール・ヴェルヌの有名なキャラクターであるノーチラス号 (Nautilus) の船長であるネモ船長にちなんで、このプロジェクト名を「Nemo」とした。

## 機能
Nemo v1.0.0は開発者が述べたように以下に示す機能を搭載している:
- Nautilus 3.4の全ての機能とNautilus 3.6でなくなった全ての機能（全てのデスクトップアイコン、コンパクトビューなど）
- 端末内でのオープン（Nemo自体の機能の一部）
- ルートによるオープン（これもNemo自体の機能の一部）
- ファイル操作進捗情報（ファイルのコピーや移動中に、パーセンテージとウインドウタイトル上やさらにウインドウリストにも操作についての情報を見られる）
- 独自のGTKブックマーク管理
- フル操作オプション（戻る、進む、アップ、更新）
- パスエントリとパンくずリストウイジット間の切り替え可能
- その他多くの設定オプション